# Engelsk springer spaniel
För andra betydelser, se Springer spaniel.
Engelsk springer spaniel är en hundras från England i Storbritannien. Liksom övriga brittiska spaniel är den en stötande hund för jakt på fälthöns och annan småviltjakt. Vanligast är springer spanieln som sällskapshund, den är populär i olika hundsporter. I en undersökning 2012/2013 utnämndes engelsk springer spaniel till en av världens trettio populäraste hundraser. I Sverige låg nyregistreringarna på 10:e plats 2005, men sedan dess har populariteten dalat.

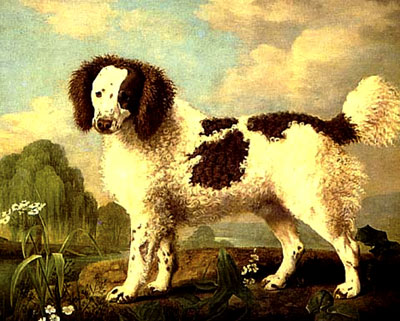
En Norfolk Spaniel målad 1778 av engelsmannen George Stubbs (1724-1806).

## Historia
Ursprungligen talade man om springing spaniels, en beteckning som beskriver sättet att jaga: Hunden markerar bytet för föraren och stöter på kommando upp det. Ett jaktsätt med anor sedan den tid man jagade fågel med nät eller jaktfalkar. Uppdelningen av de stötande spanielarna i cocker spaniel och springer spaniel gjordes första gången av Thomas Bewick i en bok 1790. Från de första hundutställningarna 1859 till 1901 var det vikten som avgjorde om en landspaniel (eller fältspaniel) skulle räknas som springer eller cocker spaniel. 1883 infördes separata klasser på utställningarna och 1893 började separata stamböcker föras av the Kennel Club. Vid denna tid gick springer spanieln under namnet Norfolk Spaniel. Den brittiska rasklubben för springer spaniel bildades 1902, det var även då som rasstandarden skrevs. Under tillkomståren rådde stor oenighet om vilken typ man skulle inrikta sig på. Den man till slut fastnade för var den som mest efterliknade de ursprungliga landspanielarna som de återgivits på målningar. För vissa av de först stamboksförda springerspanielarna hade stamtavlor dokumenterats ända tillbaka till 1812.

## Egenskaper
Oberoende av vilken typ springer spanieln tillhör, är de aktiva och träningsvilliga hundar, vilket gett rasen gott rykte inom ett flertal hundsporter, såväl som ett populärt val för den sportiga familj som söker en aktiv sällskapshund. Den engelska springer spanieln skall enligt rasstandarden vara vänlig, glad och arbetsvillig.
Typiskt för rasen är att vara aktiv men ändå följsam, läraktig och mån om att vara till lags. Den engelska springer spanieln är en ras med relativt stora motionskrav, och därmed en hund som inte mår bra av att enbart tas med på koppelpromenader. För att må bra fysiskt och psykiskt bör springern få möjlighet att arbeta.

### Jakt
Springern arbetar naturligt i ett zick-zack-mönster där den söker av området framför jägaren. Dess uppgift är att markera, stöta och apportera vilt inom skotthåll för jägaren på säväl land som i vatten. Rasen används i huvudsak till fågeljakt men även till jakt på till exempel vildkanin och hare. Rasen har även ett antal individer som meriterats i viltspår och/eller används som eftersökshundar.

### Hundsport
Rasen har genom sitt följsamma temperament kombinerat med sin goda fysik visat sig lämplig till ett flertal sporter, såsom lydnad, agility och freestyle. Springern är även ett populärt val för den som vill syssla med hundutställning.

## Utseende

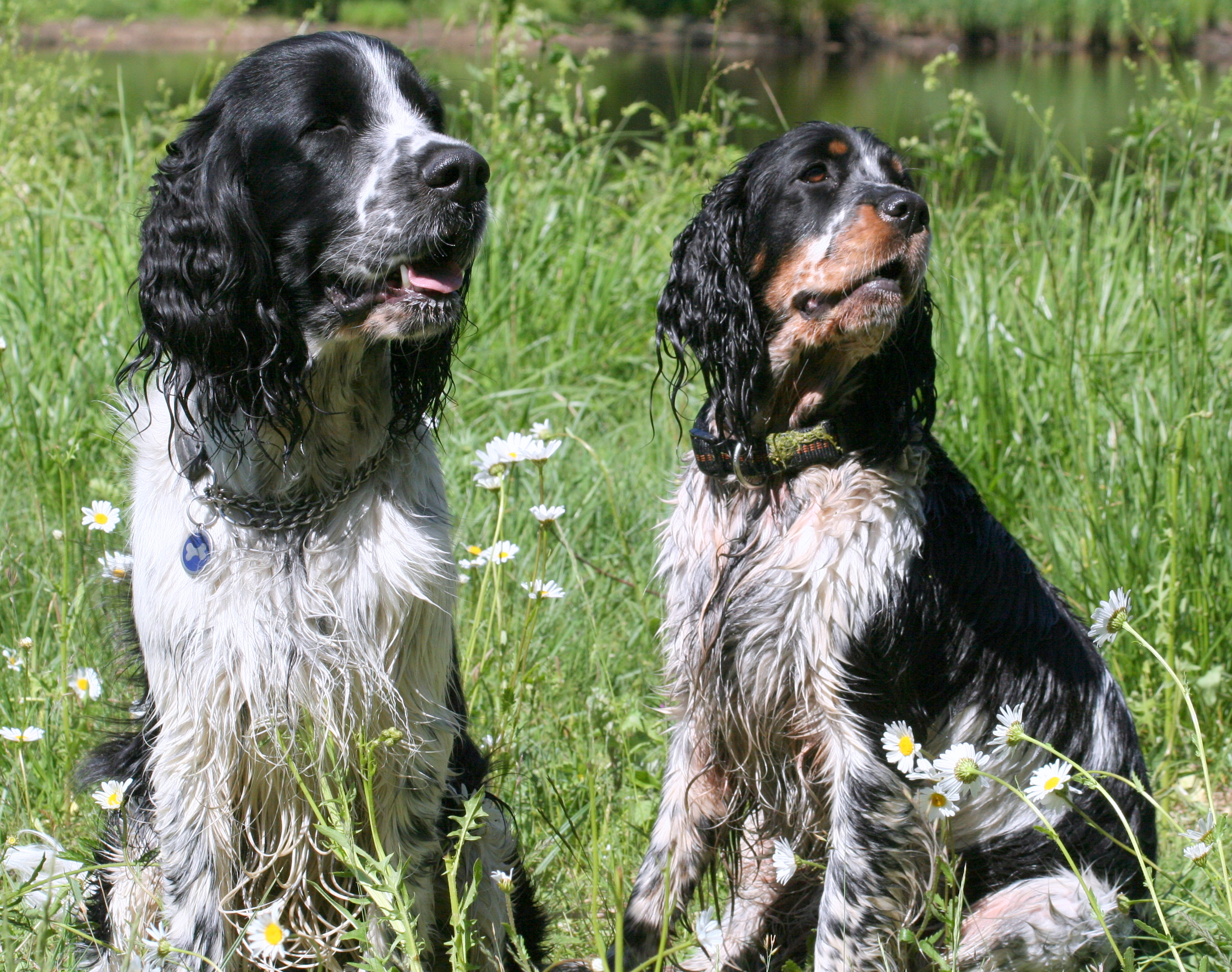
Springer spaniel

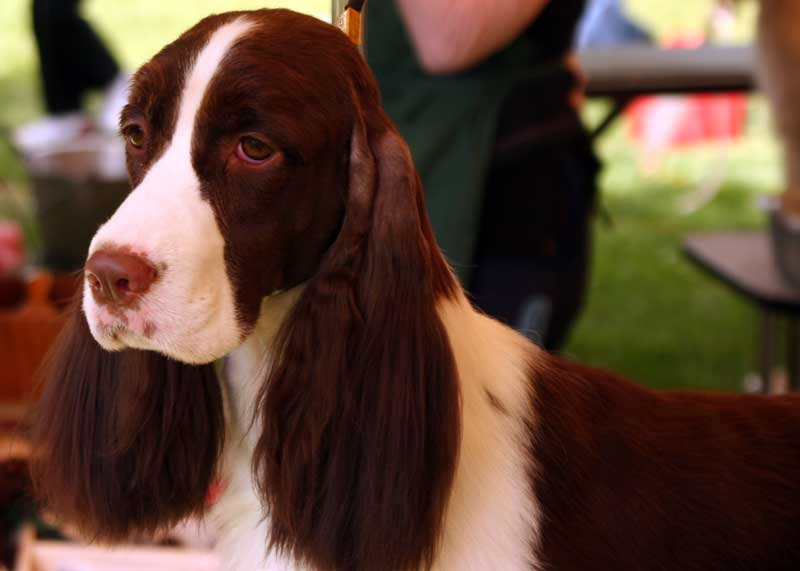
Springer spaniel av amerikansk utställningstyp

Engelsk springer spaniel förväxlas ibland med sin kanske mer kända släkting cocker spaniel. De två kan särskiljas inte minst genom att springer spanieln är större till storleken, och dessutom är kraftigare byggd samt förekommer i färre färger. Medan cockern förekommer i ett flertal olika färger och teckningar är springer spanieln alltid brunvit eller svartvit (med eller utan tan-teckning). Rasen påminner till utseendet även om sin släkting welsh springer spaniel, mot vilken den särskiljer sig genom att welsh springern alltid är rödvit och har slättrimmade öron. Welsh springer spaniel har också ett spetsigare nosparti och är mer lågställd.
Enligt Fédération Cynologique Internationales (FCI) rasstandard för springer spanieln, vilken även Svenska Kennelklubben (SKK) följer, skall springern vara symmetriskt byggd, kompakt och stark. Det är den mest högresta spanieln och likväl den brittiska landspaniel som är mest byggd för att springa.
Skallen är av medellängd, relativt bred med svagt markerad nackknöl. Nospartiet är ungefär lika långt som skallen, relativt brett och djupt och väl utfyllt under ögonen. Välutvecklade näsborrar. Rasen skall ha välutvecklade läppar och starka käkar med komplett saxbett. Ögonen är medelstora, varken utstående eller insjunkna med ett piggt och snällt uttryck. Till färgen är de mörkt hasselnötsfärgade. Öronen är av god längd och hålls nära huvudet, ansatta i ögonhöjd. De skall vara väl bepälsade.
Halsen har god längd och är stark och muskulös. Kroppen är stark, med välutvecklad länd och djup bröstkorg.
Frambenen är raka med välutvecklad benstomme. Breda och välmusklade lår och kompatka, rundade tassar.
Svansen har traditionellt kuperats men detta är numera förbjudet i flera länder, inklusive Sverige och även i rasens hemland England, där numera endast hundar som skall användas uteslutande till arbete och vissa andra undantag får kuperas. Okuperad skall springerns svans bäras relativt lågt, helst inte över rygglinjen, och vara väl bepälsad.
Pälsen skall vara av medellängd med längre behäng på öron, undersida och benens baksidor. För att få rätt utseende trimmas springern, oftast ungefär varannan månad.
Rasen förekommer i två färger - leverfärg (mörkt brun) eller svart. Dessa kombineras alltid med vitt i olika mängder, och kan även kombineras med roströda tecken på bland annat ben, nosparti och över ögonen, s.k. tan-teckning. Dessa hundar benämns ofta som trefärgade. Hos europeiska springrar är det vanligt med småfläckar i det vita, medan amerikanska springrar av s.k. bench type (utställningstyp) ofta har klarvit teckning. Standarden föreskriver dock ingen preferens i hur teckningen skall se ut.
Svarta springer spaniels har mörkbruna ögon och svart nosspegel. Leverfärgade springrar saknar förmåga att producera svart eumelanin vilket gör att de för något ljusare ögon och brunaktig nosspegel.
Rasstandarden föreskriver att den engelska springer spanieln skall vara ca 51 cm hög, men det är vanligt med individer som är något högre. Vikten ligger oftast på ca 20–24 kg.

### Varianter
Springer spanieln förekommer i olika typer som är specialiserade på olika användningsområden; samtliga faller under samma rasstandard. De typer som engelsk springer spaniel brukar delas upp i är:
- Dual Purpose eller Bench type som betyder bänktyp, brukar kallas för utställningstyp. Denna typ av springer spaniel är den som oftast ses i Sverige och som de flesta förknippar med rasnamnet.
- Working Springer eller Field type kan närmast översättas till fälttyp. Detta är den form av springer spaniel som i första hand avlats fram till jakt och kallas även jaktspaniel. Till utseendet är den alltigenom mindre extrem än andra springer spaniels och liknar i byggnaden mycket en kleiner münsterländer. Det förekommer även en motsvarande jaktvariant inom cocker spanieln.

En annan form av indelning är att jämföra hur rasen utvecklats i olika länder. I USA har den engelska springer spanieln av utställningstyp utvecklats till en mycket elegant uppenbarelse, med svallande hårmängder, hög svansföring och klart avgränsade färger (ofta med färgad sadel på kroppen och utan småfläckar i det vita), medan den brittiska springern är alltigenom mer moderat till utseendet. De springer spaniels vi ser i Sverige är allra oftast mer lika de brittiska än de amerikanska.

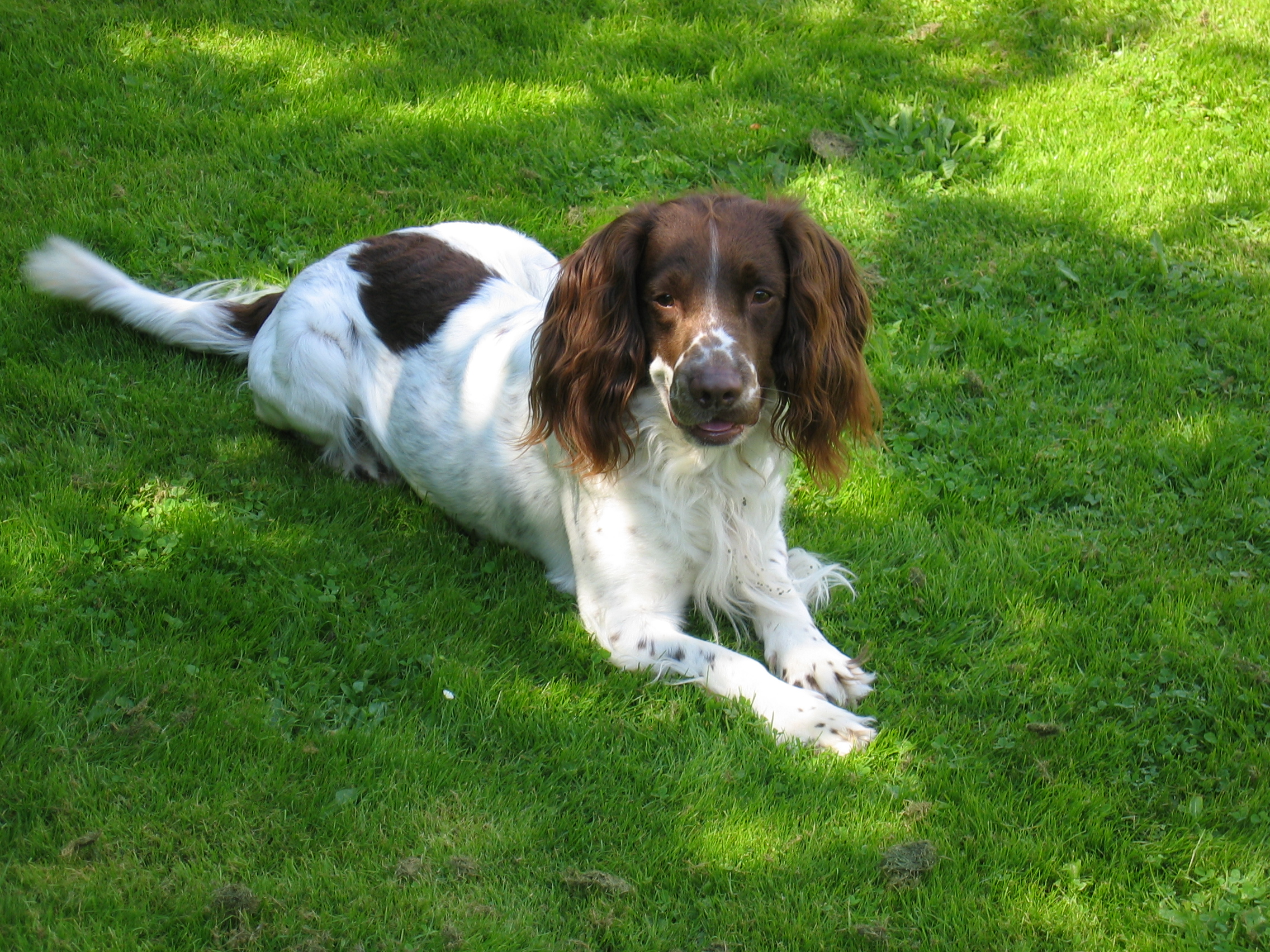
Springer spaniel av s.k. field-typ

## Hälsa
Liksom inom flertalet hundraser kan man återfinna vissa sjukdomar hos springer spanieln. De åkommor som seriösa uppfödare framförallt arbetar för att motverka är PRA  (progressiv retinal atrofi), höftledsdysplasi och en genetisk sjukdom som heter fucosidos. Detta är en neurologisk sjukdom som nedärvs som ett recessivt anlag och oftast yttrar sig hos den redan vuxna hunden där den kan ge symptom som vinglighet, beteendeförändringar, hudproblem och viktnedgång. Med tiden blir symptomen allt värre - drabbade hundar överlever sällan fyra års ålder. För att säkerställa att avelshundar inte bär på defekten används idag DNA-test.
Hundar med tunga, nedhängande och välbepälsade öron anses vara predisponerade för öronproblem. Springer spanieln hör till denna grupp. Om hunden inte har öronproblem innan skall man inte rota i öronen annat än att kontrollera att de är rena, men för att förebygga problem kan man med fördel raka insidan av springerns öron, för att på så sätt underlätta luftventileringen och minska risken för att fukt tränger in i örat.